# Janolidae
Famille
Synonymes
- famille Antiopellidae Odhner, 1934[1]
- famille Antiopidae Locard, 1896[1]
- famille Janolidae Pruvot-Fol, 1954[2]
- famille Proctonotidae (préféré par BioLib)[2]
- famille Zephyrinidae Iredale & O'Donoghue, 1923[2]
- sous-famille Janinae Gray, 1847[1]

Les Janolidae sont une famille de mollusques de l'ordre des nudibranches.

## Systématique
La famille des Janolidae a été créée en 1933 par la malacologiste française Alice Pruvot-Fol (1873-1972).

## Liste des genres
Selon World Register of Marine Species, prenant pour base la taxinomie de Bouchet & Rocroi (2005), on compte quatre genres :
- genre Antiopella Hoyle, 1902 -- 8 espèces
- genre Bonisa Gosliner, 1981 -- 1 espèce
- genre Galeojanolus M. C. Miller, 1971 -- 1 espèce
- genre Janolus Bergh, 1884 -- 19 espèces

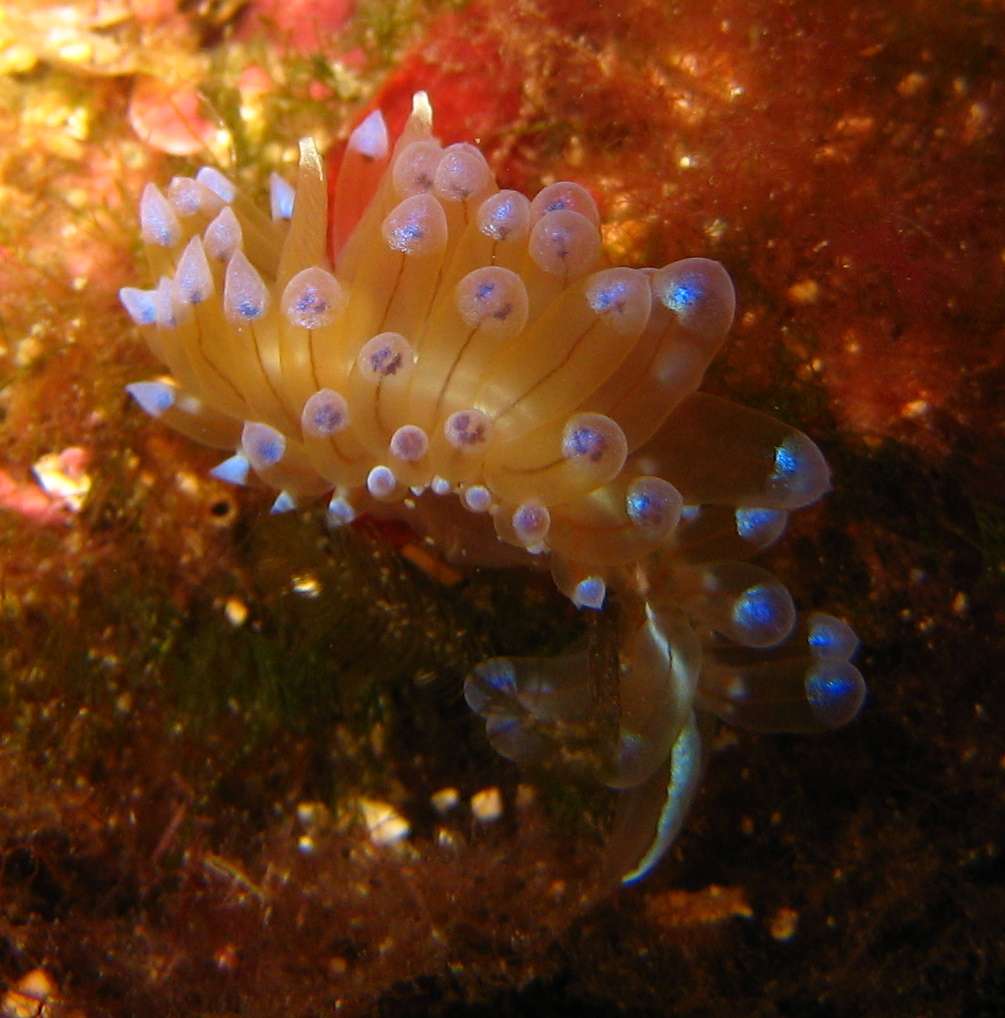
Antiopella cristata.
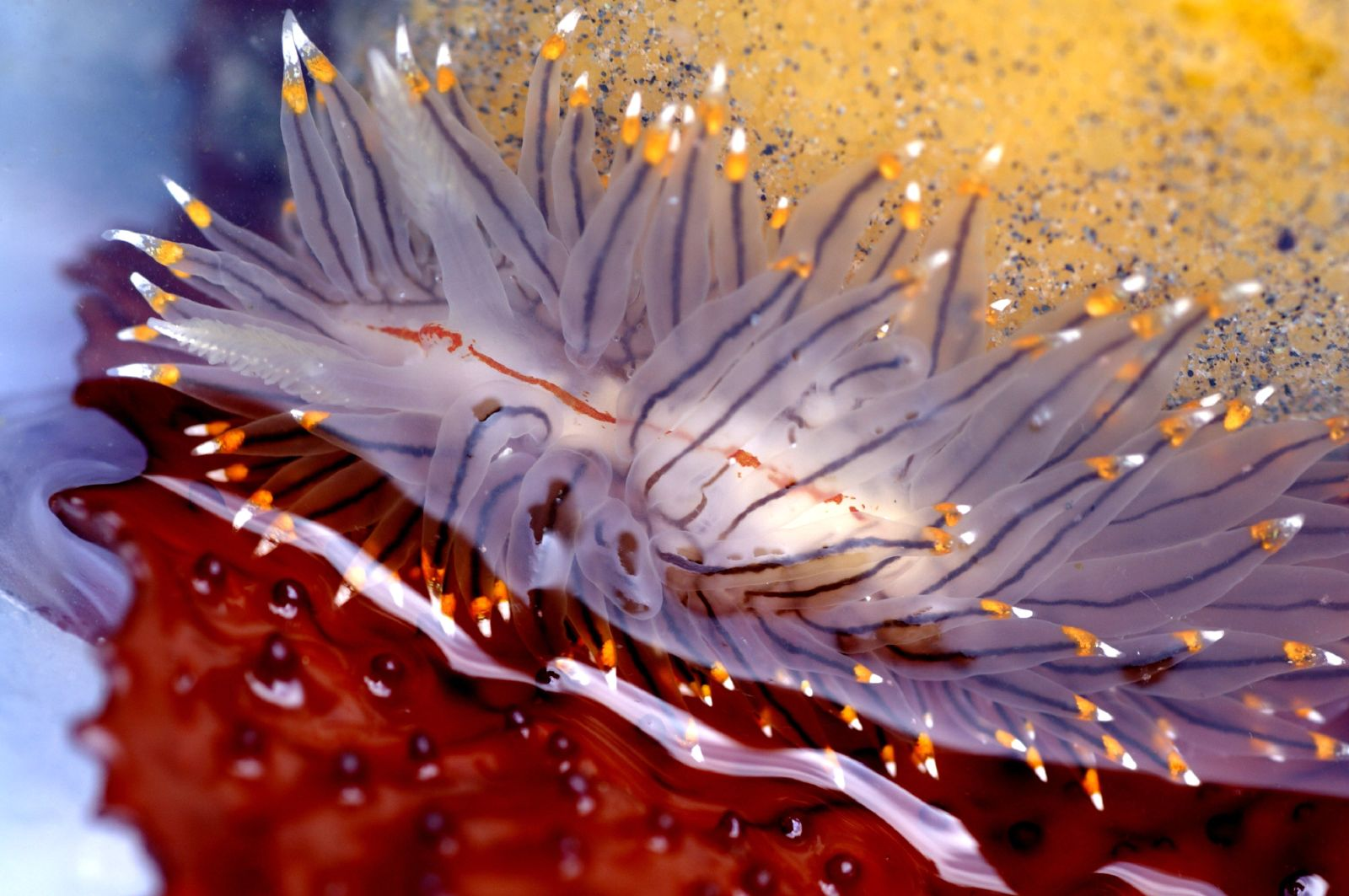
Antiopella fusca.
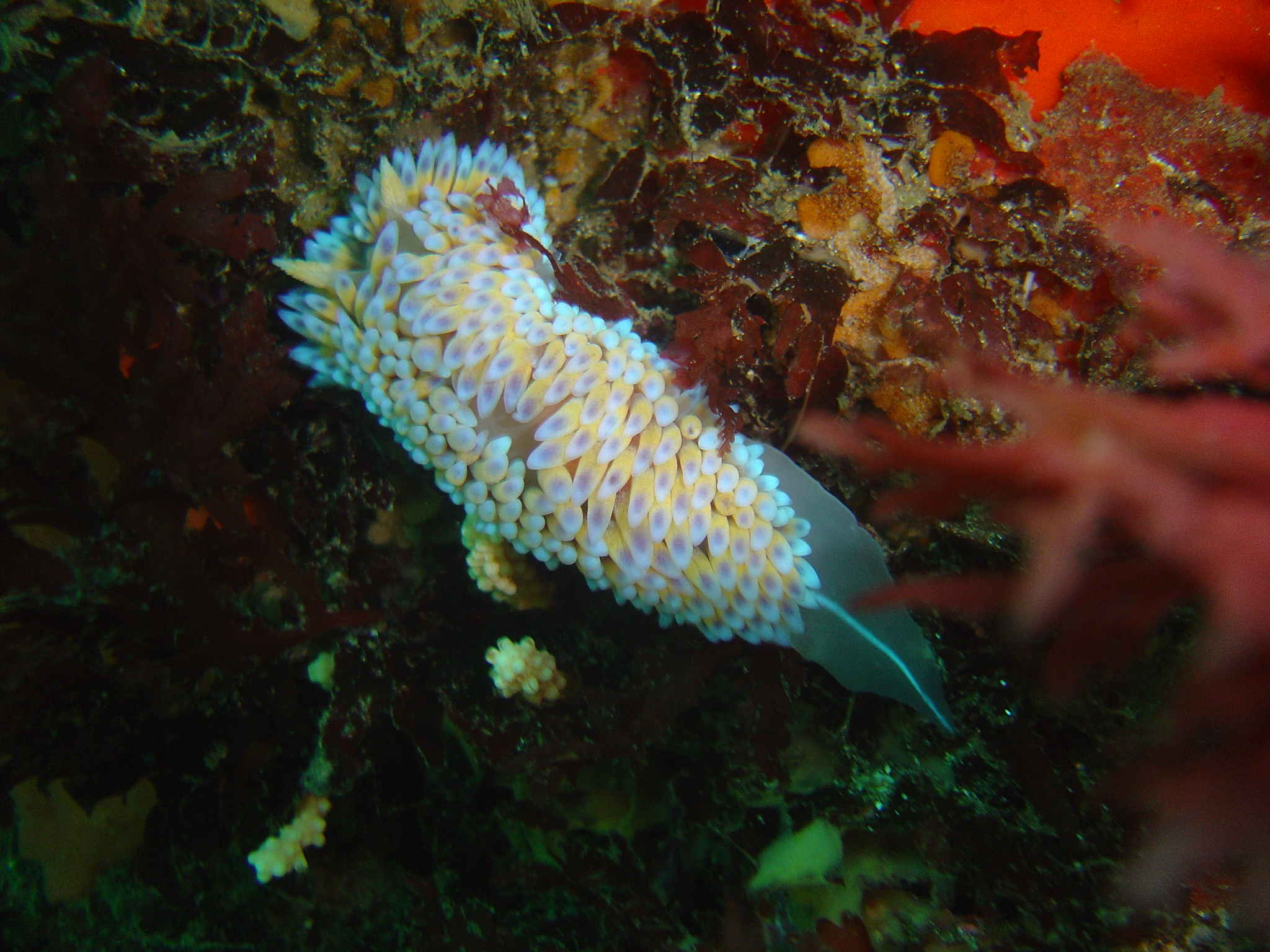
Bonisa nakaza.
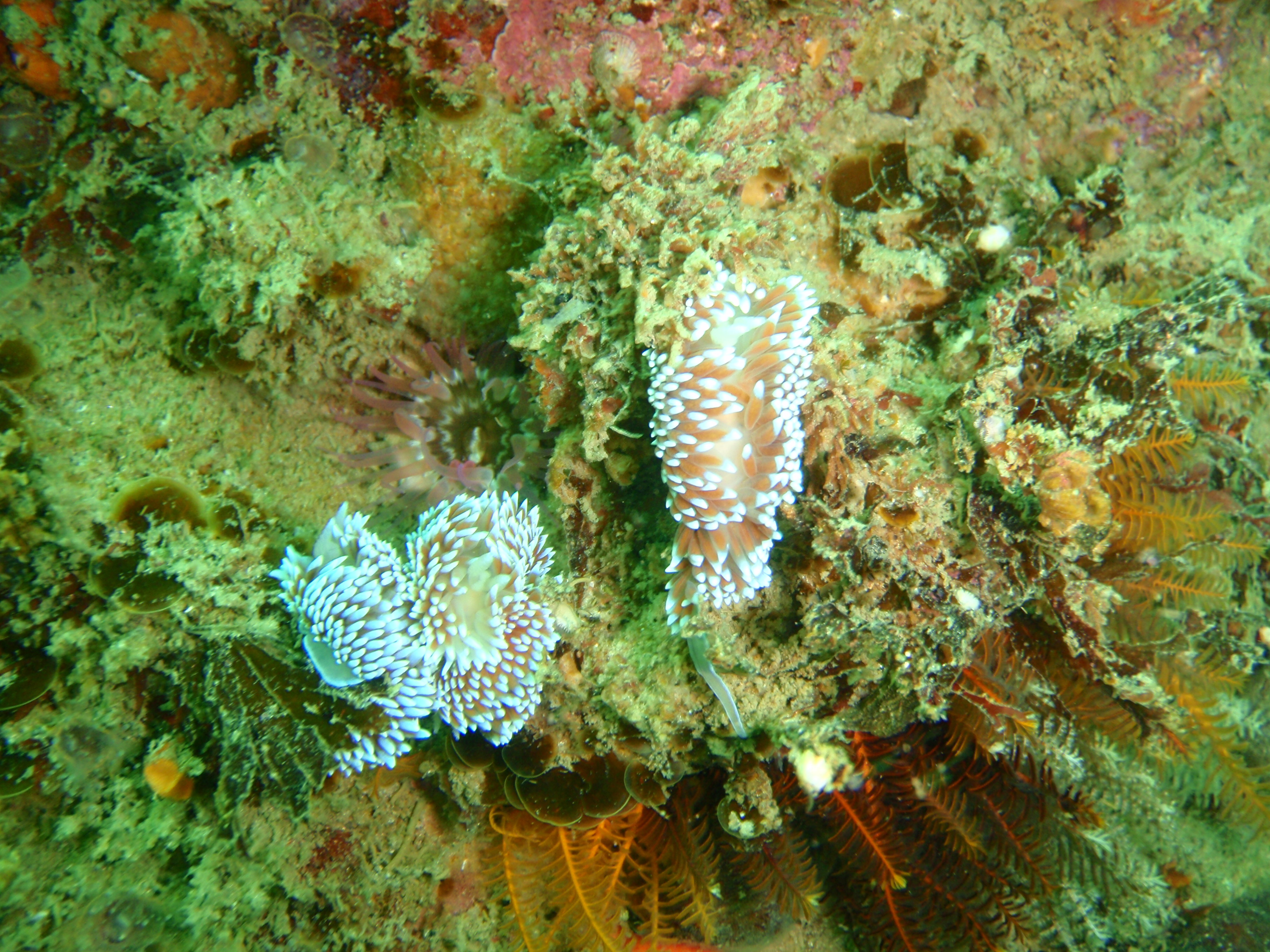
Janolus capensis.
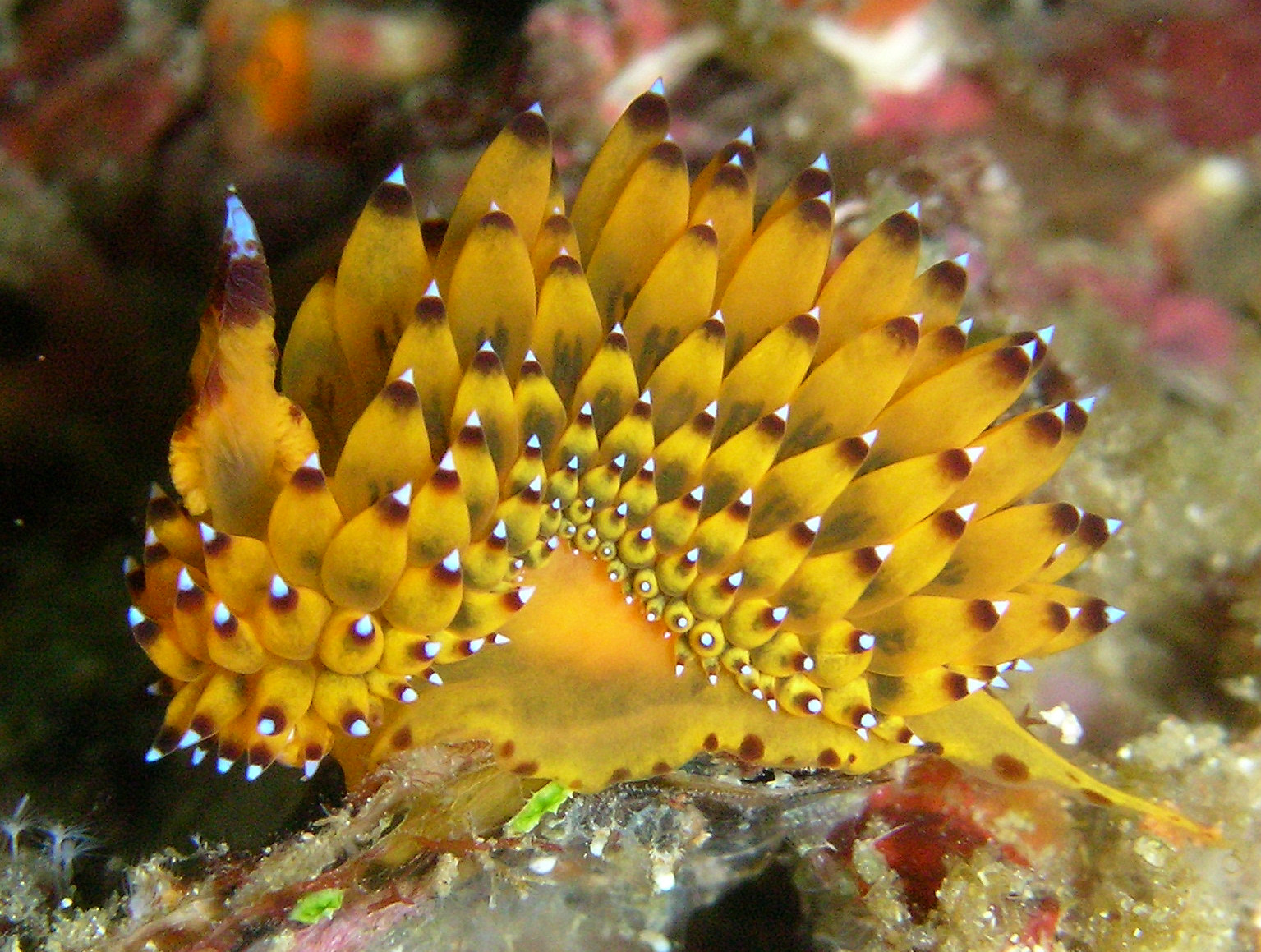
Janolus savinkini.
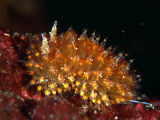
Janolus toyamensis.